# Lista de apresentadores e atrações musicais do Miss Universo
| Ano  | Apresentadores                   | Comentaristas/Bastidores                            | Atrações Musicais                                                            | Emissora |
| ---- | -------------------------------- | --------------------------------------------------- | ---------------------------------------------------------------------------- | -------- |
| 1952 | Bob Russel                       |                                                     | Piper Laurie, The Rouguettes, Wayne Marlin Trio, Bob Williams                |          |
| 1953 | Bob Russel                       |                                                     |                                                                              |          |
| 1954 | Bob Russel                       |                                                     |                                                                              |          |
| 1955 | Bob Russel                       |                                                     |                                                                              |          |
| 1956 | Bob Russel                       |                                                     |                                                                              |          |
| 1957 | Bob Russel                       |                                                     |                                                                              |          |
| 1958 | Byron Palma                      |                                                     |                                                                              |          |
| 1959 | Byron Palma                      |                                                     |                                                                              |          |
| 1960 | Charles Collingwood              | George DeWitt, Arthur Godfrey, Jayne Meadows        |                                                                              | CBS      |
| 1961 | Johnny Carson                    | Jayne Meadows                                       |                                                                              | CBS      |
| 1962 | Gene Rayburn                     | Jayne Meadows                                       | Dave Garroway, Arlene Francis                                                | CBS      |
| 1963 | Gene Rayburn                     |                                                     |                                                                              | CBS      |
| 1964 | Jack Linkletter                  | June Lockhart                                       |                                                                              | CBS      |
| 1965 | Jack Linkletter                  | June Lockhart                                       | Pat Boone                                                                    | CBS      |
| 1966 | Jack Linkletter                  | June Lockhart                                       |                                                                              | CBS      |
| 1967 | Bob Baker                        | June Lockhart                                       |                                                                              | CBS      |
| 1968 | Bob Baker                        | June Lockhart                                       |                                                                              | CBS      |
| 1969 | Bob Baker                        | June Lockhart                                       | Hal Sinter                                                                   | CBS      |
| 1970 | Bob Baker                        | June Lockhart                                       |                                                                              | CBS      |
| 1971 | Bob Baker                        | June Lockhart                                       |                                                                              | CBS      |
| 1972 | Bob Baker                        | Helen O'Connell                                     | The Lettermen                                                                | CBS      |
| 1973 | Bob Baker                        | Helen O'Connell                                     |                                                                              | CBS      |
| 1974 | Bob Baker                        | Helen O'Connell                                     |                                                                              | CBS      |
| 1975 | Bob Baker                        | Helen O'Connell                                     |                                                                              | CBS      |
| 1976 | Bob Baker                        | Helen O'Connell                                     | Balé Folclórico de Hong Kong                                                 | CBS      |
| 1977 | Bob Baker                        | Helen O'Connell                                     | Trío Los Juglares com participação de Fernando Casado                        | CBS      |
| 1978 | Bob Baker                        | Helen O'Connell e Corinna Tsopei                    | Robert Goulet e os Violinos Mágicos de Villafontana                          | CBS      |
| 1979 | Bob Baker                        | Helen O'Connell e Jayne Kennedy                     | Donny Osmond                                                                 | CBS      |
| 1980 | Bob Baker                        | Helen O'Connell e Jayne Kennedy                     | Donny Osmond                                                                 | CBS      |
| 1981 | Bob Baker                        | Elke Sommer                                         | Peter Allen, 42nd Street Company e US Naval Choir (Coral da Marinha dos EUA) | CBS      |
| 1982 | Bob Baker                        | Joan Van Ark                                        | Rex Smith e José Luis Rodríguez                                              | CBS      |
| 1983 | Bob Baker                        | Joan Van Ark                                        | John Schneider e José Luis Rodríguez                                         | CBS      |
| 1984 | Bob Baker                        | Joan Van Ark                                        | Tom Jones e Miami Sound Machine                                              | CBS      |
| 1985 | Bob Baker                        | Joan Van Ark                                        | John Denver e Clint Holmes                                                   | CBS      |
| 1986 | Bob Baker                        | Mary Frann                                          | Miami Sound Machine                                                          | CBS      |
| 1987 | Bob Baker                        | Mary Frann                                          |                                                                              | CBS      |
| 1988 | Alan Thicke                      | Tracy Scoggins                                      |                                                                              | CBS      |
| 1989 | John Forsythe                    | Emma Samms e Karen Baldwin                          |                                                                              | CBS      |
| 1990 | Dick Clark                       | Leeza Gibbons e Margaret Gardiner                   |                                                                              | CBS      |
| 1991 | Dick Clark                       | Leeza Gibbons e Angela Visser                       |                                                                              | CBS      |
| 1992 | Dick Clark                       | Leeza Gibbons e Angela Visser                       |                                                                              | CBS      |
| 1993 | Dick Clark                       | Cecilia Bolocco e Angela Visser                     |                                                                              | CBS      |
| 1994 | Bob Goen                         | Arthel Neville e Angela Visser                      | Peabo Bryson                                                                 | CBS      |
| 1995 | Bob Goen                         | Daisy Fuentes                                       | Jon Secada                                                                   | CBS      |
| 1996 | Bob Goen                         | Marla Maples                                        | Michael Crawford                                                             | CBS      |
| 1997 | George Hamilton                  | Marla Maples                                        | Enrique Iglesias                                                             | CBS      |
| 1998 | Jack Wagner                      | Julie Moran e Ali Landry                            | K-Ci & JoJo                                                                  | CBS      |
| 1999 | Jack Wagner                      | Julie Moran e Ali Landry                            | Julio Iglesias Jr.                                                           | CBS      |
| 2000 | Sinbad                           | Julie Moran e Ali Landry                            | Elvis Crespo, Montell Jordan, Dave Koz e Anna Vissi                          | CBS      |
| 2001 | Elle MacPherson e Naomi Campbell | Brook Mahealani Lee e Todd Newton                   | Ricky Martin e La Ley                                                        | CBS      |
| 2002 | Phil Simms e Daisy Fuentes       | Brook Mahealani Lee                                 | Marc Anthony                                                                 | CBS      |
| 2003 | Billy Bush e Daisy Fontes        |                                                     | bond e Chayanne                                                              | NBC      |
| 2004 | Billy Bush e Daisy Fontes        | Gloria Estefan                                      |                                                                              | NBC      |
| 2005 | Billy Bush e Nancy O'Dell        |                                                     |                                                                              | NBC      |
| 2006 | Carlos Ponce e Nancy O'Dell      | Shandi Finnessey e Carson Kressley                  | Chelo e Vittorio Grigolo                                                     | NBC      |
| 2007 | Mario Lopez e Vanessa Minnillo   |                                                     | RBD                                                                          | NBC      |
| 2008 | Jerry Springer e Mel B           | Lady GaGa                                           |                                                                              | NBC      |
| 2009 | Billy Bush e Claudia Jordan      | Heidi Montag, Flo Rida, David Guetta, Kelly Rowland |                                                                              | NBC      |
| 2010 | Bret Michaels e Natalie Morales  | Cirque du Soleil, John Legend e The Roots           |                                                                              | NBC      |
| 2011 | Natalie Morales e Andy Cohen     | Jeanne Mai e Shandi Finnessey                       | Claudia Leitte e Bebel Gilberto                                              | NBC      |
| 2012 | Andy Cohen e Giuliana Rancic     | Jeanne Mai                                          | Train e Timomatic                                                            | NBC      |
| 2013 | Thomas Roberts e Mel B           | Jeanne Mai                                          | Panic! At The Disco, Emin e Steven Tyler                                     | NBC      |
| 2014 | Natalie Morales e Thomas Roberts | Jeanne Mai                                          | Gavin DeGraw,Nick Jonas e Prince Royce                                       | NBC      |
| 2015 | Steve Harvey                     | Roselyn Sanchez                                     | Seal, The Band Perry & Charlie Puth                                          | FOX      |
| 2016 | Steve Harvey                     | Ashley Graham                                       | Flo Rida e Boys II Men                                                       | FOX      |
| 2017 | Steve Harvey                     | Ashley Graham, Carson Kressley e Lu Sierra          | Fergie e Rachel Platten                                                      | FOX      |
| 2018 | Steve Harvey                     | Ashley Graham, Carson Kressley e Lu Sierra          | Ne-Yo                                                                        | FOX      |
| 2019 | Steve Harvey                     | Olivia Culpo e Vanessa Lachey                       | Ally Brooke                                                                  | FOX      |